# Grabówka (Kolonia Piaski)
Grabówka – przysiółek wsi Kolonia Piaski w Polsce, położony w  województwie świętokrzyskim, w powiecie ostrowieckim, w gminie Kunów.
W latach 1975–1998 przysiółek administracyjnie należał do województwa kieleckiego.